# Pallanuoto ai Giochi panamericani
Il torneo di pallanuoto è stato disputato all'interno del programma dei Giochi Panamericani fin dalla prima edizione del 1951. Il torneo femminile ha esordito solo nel 1999. Si tratta del principale torneo continentale di pallanuoto organizzato dalla UANA, che al di fuori di questa rassegna organizza solamente i campionati junior ed i vari tornei di qualificazione a questa e ad altre manifestazioni.
Il torneo si è spesso giocato secondo la formula del girone unico, ma nelle ultime edizioni viene disputato in due fasi: una fase preliminare a gironi ed una ad eliminazione diretta. Il campionato serve inoltre come qualificazione per i Giochi olimpici, che si svolgono sempre nell'anno successivo.

La nazione più vincente, sia in ambito maschile che femminile, sono gli Stati Uniti.

## Torneo maschile
| No.   | Anno | Sede                          | Date                    | Oro         | Argento     | Bronzo      |
| ----- | ---- | ----------------------------- | ----------------------- | ----------- | ----------- | ----------- |
| I     | 1951 | Buenos Aires Argentina        | 1º - 7 marzo            | Argentina   | Brasile     | Stati Uniti |
| II    | 1955 | Città del Messico Messico     | 15 - 24 marzo           | Argentina   | Stati Uniti | Brasile     |
| III   | 1959 | Chicago Stati Uniti           | 30 agosto - 6 settembre | Stati Uniti | Argentina   | Brasile     |
| IV    | 1963 | San Paolo Brasile             | 24 aprile - 4 maggio    | Brasile     | Stati Uniti | Argentina   |
| V     | 1967 | Winnipeg Canada               | 25 luglio - 1º agosto   | Stati Uniti | Brasile     | Messico     |
| VI    | 1971 | Cali Colombia                 | 3 - 11 agosto           | Stati Uniti | Cuba        | Messico     |
| VII   | 1975 | Città del Messico Messico     | 16 - 20 ottobre         | Messico     | Stati Uniti | Cuba        |
| VIII  | 1979 | San Juan Porto Rico           | 4 - 8 luglio            | Stati Uniti | Cuba        | Canada      |
| IX    | 1983 | Caracas Venezuela             | 16 - 22 agosto          | Stati Uniti | Cuba        | Canada      |
| X     | 1987 | Indianapolis Stati Uniti      | 17 - 22 agosto          | Stati Uniti | Cuba        | Brasile     |
| XI    | 1991 | L'Avana Cuba                  | 6 - 13 agosto           | Cuba        | Stati Uniti | Brasile     |
| XII   | 1995 | Mar del Plata Argentina       | 18 - 25 marzo           | Stati Uniti | Brasile     | Cuba        |
| XIII  | 1999 | Winnipeg Canada               | 23 - 30 luglio          | Stati Uniti | Cuba        | Canada      |
| XIV   | 2003 | Santo Domingo Rep. Dominicana | 15 - 10 agosto          | Stati Uniti | Brasile     | Canada      |
| XV    | 2007 | Rio de Janeiro Brasile        | 21 - 26 luglio          | Stati Uniti | Brasile     | Canada      |
| XVI   | 2011 | Guadalajara Messico           | 23 - 29 ottobre         | Stati Uniti | Canada      | Brasile     |
| XVII  | 2015 | Toronto Canada                | 7 - 15 luglio           | Stati Uniti | Brasile     | Canada      |
| XVIII | 2019 | Lima Canada                   | 4-10 agosto             | Stati Uniti | Canada      | Brasile     |
| XIX   | 2023 | Santiago del Cile Cile        | 30 ottobre-4 novembre   | Stati Uniti | Brasile     | Argentina   |

## Torneo femminile
| No.   | Anno | Sede                          | Date                  | Oro         | Argento     | Bronzo  |
| ----- | ---- | ----------------------------- | --------------------- | ----------- | ----------- | ------- |
| I     | 1999 | Winnipeg Canada               | 23 - 29 luglio        | Canada      | Stati Uniti | Brasile |
| II    | 2003 | Santo Domingo Rep. Dominicana | 2 - 10 agosto         | Stati Uniti | Canada      | Brasile |
| III   | 2007 | Rio de Janeiro Brasile        | 14 - 20 luglio        | Stati Uniti | Canada      | Cuba    |
| IV    | 2011 | Guadalajara Messico           | 23 - 28 ottobre       | Stati Uniti | Canada      | Brasile |
| V     | 2015 | Toronto Canada                | 7 - 15 luglio         | Stati Uniti | Canada      | Brasile |
| XVIII | 2019 | Lima Canada                   | 4-10 agosto           | Stati Uniti | Canada      | Brasile |
| XIX   | 2023 | Santiago del Cile Cile        | 30 ottobre-4 novembre | Stati Uniti | Canada      | Brasile |

## Medagliere complessivo
- Aggiornato a Santiago 2023.

| Posizione | Paese       | Oro | Argento | Bronzo | Totale |
| --------- | ----------- | --- | ------- | ------ | ------ |
| 1         | Stati Uniti | 20  | 5       | 1      | 24     |
| 2         | Argentina   | 2   | 1       | 2      | 5      |
| 3         | Canada      | 1   | 8       | 6      | 15     |
| 4         | Brasile     | 1   | 7       | 12     | 20     |
| 5         | Cuba        | 1   | 5       | 3      | 9      |
| 6         | Messico     | 1   | 0       | 2      | 3      |